# Ruhrbezetting

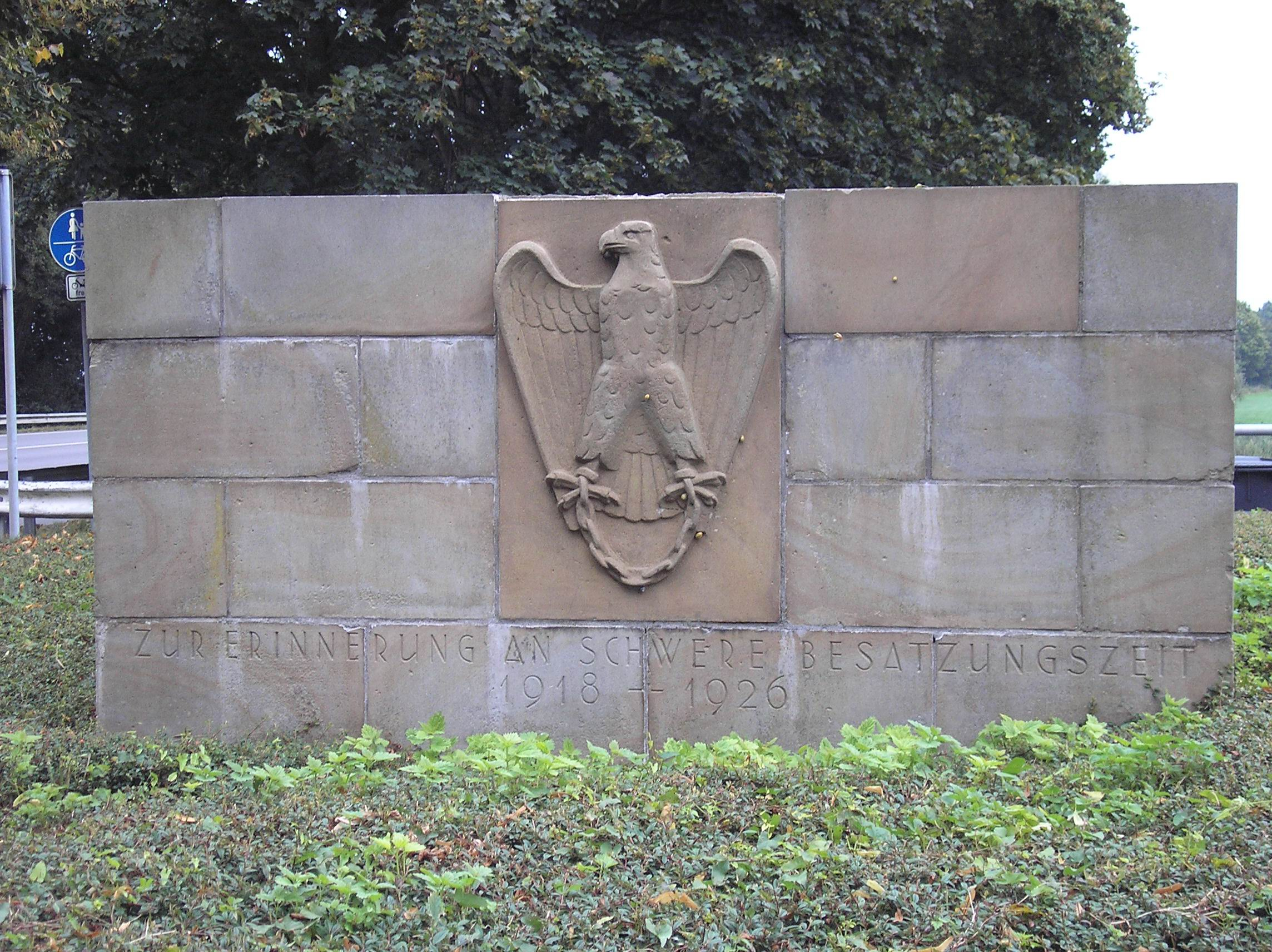
„Zur Erinnerung an die schwere Besatzungszeit 1918-1926“. Herdenkingsteken bij Kellen.

De Ruhrbezetting (1923-1924) vormde het hoogtepunt van een politiek-militair conflict in 1923 tussen de Weimarrepubliek en de Belgische en Franse regering. Het was een van de grote problemen in dit crisisjaar van de Weimarrepubliek. Frans-Belgische troepen zouden het Ruhrgebied bezet houden. Ze trokken zich terug in 1925, na de ondertekening van het Verdrag van Locarno, dat de westelijke grenzen van Duitsland vastlegt.

## Aanleiding
De Weimarrepubliek was door het Verdrag van Versailles van 1919 verplicht herstelbetalingen aan de overwinnaars van de Eerste Wereldoorlog te doen. Vooral de Franse minister-president en minister van Buitenlandse Zaken Raymond Poincaré hield, omwille van de economische en veiligheidsbelangen van Frankrijk, vast aan een compromisloze naleving van de bepalingen van het Verdrag van Versailles. Doordat er vertragingen bij de leveringen waren opgelopen, viel het Franse leger meermaals onbezet gebied binnen. Op 8 maart 1921 bezetten de Franse en Belgische troepen de steden Duisburg en Düsseldorf in de gedemilitariseerde zone. Met de bezetting van dit gebied verzekerde Frankrijk zich van een uitvalsbasis voor een mogelijke bezetting van het gehele Rijn-Westfaalse industriegebied. Ook maakte de controle over de Duisburg-Ruhrorter havens het mogelijk nauwlettend toe te zien hoeveel de totale uitvoer van kolen, staal en afgewerkte producten van het Ruhrgebied bedroeg. Daarop volgde het zogenaamde "London Ultimatum" van de Britse premier David Lloyd George van 5 mei 1921, waarin de geallieerde overwinnaars de Duitse herstelbetalingen voor een bedrag van 132 miljoen goudmarken bleven eisen, met het dreigement, in geval van weigering het Ruhrgebied te bezetten.
De uitslag van het referendum over tot welke staat Opper-Silezië behoorde van 20 maart 1921 (59,4% voor Duitsland, 40,6% voor Polen) en de daaropvolgende opdeling van de provincie op instigatie van Frankrijk werden in Duitsland als een verschrikkelijke nederlaag beschouwd en betekende het einde van de tot dan toe gevoerde "Erfüllungspolitik". Deze werd vervangen door een vastberaden strijd tegen de tegen Duitsland gerichte Frans-Poolse alliantie, die leidde tot het afsluiten van het Verdrag van Rapallo tussen Duitsland en de Sovjet-Unie op 16 april 1922. Het Verdrag van Rapallo leidde op zijn beurt tot een omkeer in het Franse buitenlandse beleid en beïnvloedde rechtstreeks de beslissing om het Ruhrgebied te bezetten. Deze koerswijzigingen in het buitenlandse beleid van Duitsland en Frankrijk in de jaren 1921 en 1922 leidden afwisselend tot een verharding van de houding van beide partijen tegenover elkaar en vormden uiteindelijk de achtergrond voor de bezetting van het Ruhrgebied in januari 1923.
Vanwege de groeiende economische problemen van het Duitse Rijk konden de herstelbetalingen niet in de vorm van geld worden voldaan en  vorderden de geallieerden in 1922 in plaats daarvan betaling in natura (staal, hout, kolen). Op 26 december stelde de geallieerde herstelcommissie echter unaniem vast dat Duitsland een achterstand had met de leveringen van de herstelbetalingen. Toen de herstelcommissie op 8 januari 1923 stelde dat de Weimarrepubliek onder Wilhelm Cuno opzettelijk leveringen had achtergehouden (zo zou onder andere in plaats van 13,8 miljoen ton slechts 11,7 miljoen ton kolen en in plaats van 200.000 slechts 65.000 telegraafpalen zijn geleverd voor het jaar 1922), greep Frankrijk dit aan als reden voor een invasie van het Ruhrgebied.

## Belgische houding
De Belgisch diplomaat Edouard Rolin Jacquemeyns, Hoog commissaris van België in het Rijnland, pleitte tegen de bezetting die hij bestempelde als een grote onvoorzichtigheid. De Belgische legertop, waar revanchistische gevoelens speelden, daarentegen was een voorstander van de bezetting. Ondanks de afwijzende houding van Londen en Washington besliste de Belgische regering-Theunis toch mee te gaan in de bezetting. Dit gebeurde onder Franse druk en uit schrik de broodnodige herstelbetalingen mis te lopen.

## De bezetting

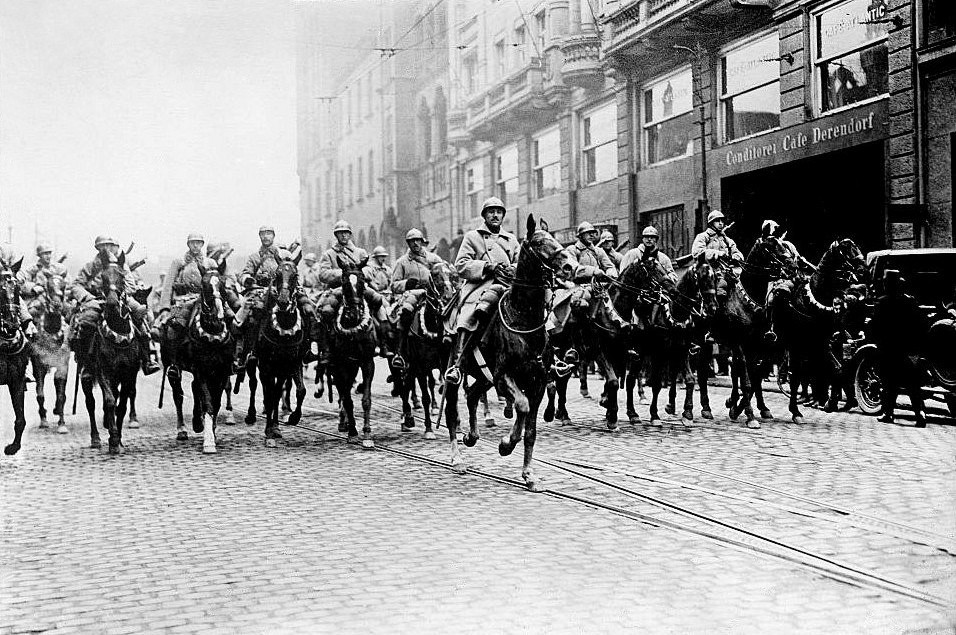
Franse troepen bezetten Essen

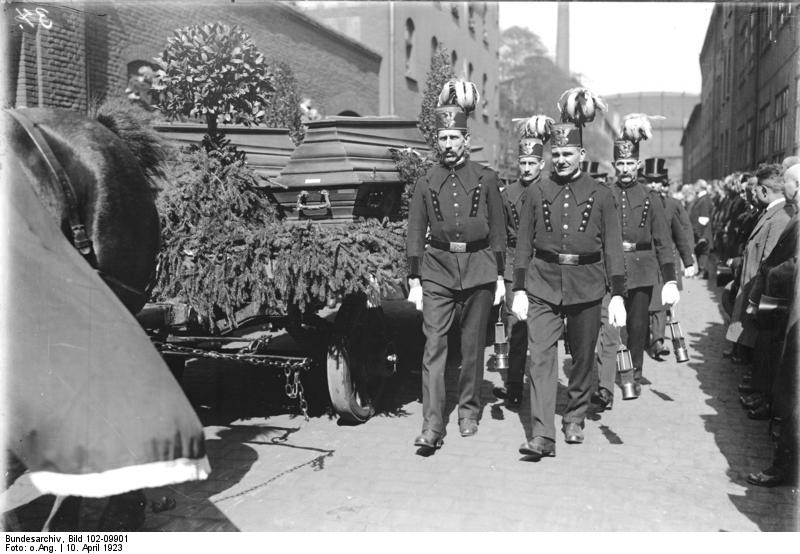
Uitvaart van doodgeschoten Krupp-arbeiders in Essen

Op 11 januari 1923 gaf Poincaré bevel tot de invasie, met de bedoeling het centrum van de Duitse steenkool-, staal- en ijzerproductie te bezetten in de Ruhrvallei. Van 11 tot 16 januari 1923 bezetten Franse en Belgische troepen - van in het begin 60.000 man, later opgetrokken tot 100.000 manschappen - het hele Ruhrgebied, om de lokale kolen- en cokesproductie, als "productief pand" om te voldoen aan de Duitse herstelbetalingen, veilig te stellen.

### Verloop
De Franse en Belgische troepen hielden toezicht op de steenkoolproductie en op de houtkap. Maar fabrieken en mijnen vielen stil door gebrek aan personeel dat bereid was te werken. Hierop sloten de bezetters fabrieken en mijnen en werden 180.000 mensen werkloos. De bezetters legden beslag op de bedrijfskassen van de gesloten ondernemingen. Bij de protesten en het actief verzet vielen in totaal 137 doden en 603 gewonden aan Duitse kant.

### Verzet tegen de bezetting
In het begin werd de bezetting beantwoord met een campagne van passieve weerstand, burgerlijke ongehoorzaamheid, betogingen en enkele alleenstaande pogingen tot sabotage door de Duitse bewoners. Kanselier Cuno moedigde de passieve weerstand onmiddellijk aan, en de Rijksdag keurde deze op 13 januari goed als formeel beleid met 283 tegen 12.
De Duitse regering betaalde het loon van de stakende arbeiders verder en drukte hiervoor massaal geld bij. Toen de economische instorting dreigde, met hoge werkloosheid en hyperinflatie, werden de stakingen uiteindelijk in september 1923 afgeblazen door de nieuwe coalitieregering van Gustav Stresemann. Dit werd gevolgd door de afkondiging van de noodtoestand. Ondanks dit alles groeide de onrust uit tot rellen en pogingen tot staatsgreep tegen de regering van de Weimarrepubliek, waaronder de Bierkellerputsch.

### Sabotage
Saboteurs uit de rangen van de voormalige vrijkorpsen voerden op beperkte schaal acties uit (die de nazi's later zouden voorstellen als een mythe van brede gewapende weerstand). Enkele bruggen werden opgeblazen, spoorlijnen werden onbruikbaar gemaakt en enkele Duitse collaborateurs werden geliquideerd. Er waren ook aanslagen op Franse en Belgische militairen. Op 30 juni 1923 werd een bomaanslag gepleegd op een trein met Belgische militairen, waarbij tien Belgen om het leven kwamen. Saboteurs die werden gearresteerd, zoals NSDAP-lid Albert Leo Schlageter, werden geëxecuteerd.

## Einde
Door de bezetting kreeg Duitsland internationaal veel sympathie, hoewel de Volkenbond geen actie ondernam tegen deze duidelijke schending van haar eigen regels, omdat de actie wel volgens de regels van het Verdrag van Versailles was. De Fransen aanvaardden door hun eigen economische problemen en onder internationale druk uiteindelijk het Plan Dawes. De Franse en Belgische troepen trokken zich terug uit de bezette gebieden in juli en augustus 1925.
Door deze negatieve uitkomst voor Frankrijk is het mogelijk dat Frankrijk het moeilijk had om de herbewapening van het Rijnland door Hitler elf jaar later, duidelijk een schending van de kant van Duitsland, tegen te gaan.